# كلود رايلي
كلود رايلي (8 سبتمبر 1960 في الولايات المتحدة - ) (بالإنجليزية: Claude Riley)‏ هو لاعب كرة سلة أمريكي في مركز الوسط. لعب مع RCD Espanyol Bàsquet ‏.

## وصلات خارجية
- كلود رايلي على موقع سبورتس رفرنس (الإنجليزية)
- كلود رايلي على موقع الدوري الإسباني لكرة السلة (الإسبانية)
- كلود رايلي على موقع كلية كرة السلة في سبورتس رفرنس.كوم (الإنجليزية)
- كلود رايلي على موقع ريلجم (الإنجليزية)
- كلود رايلي على موقع بروبوليرز (الإنجليزية)
- كلود رايلي على موقع سبورتس رفرنس (الإنجليزية)